# Кабо-Сан-Лукас
Кабо-Сан-Лукас (Испанское произношение: [ˈkaβo san ˈlukas], «Мыс Святого Луки»), также известный просто как Кабо, — курортный город на южной оконечности полуострова Калифорния, в мексиканском штате Южная Нижняя Калифорния. По данным переписи 2020 года, население города составляло 202 694 человека. Кабо-Сан-Лукас и Сан-Хосе-дель-Кабо вместе известны как Лос-Кабос. Вместе они образуют агломерацию с населением 351 111 человек.

## История
Археологические раскопки свидетельствуют о наличии постоянного населения на протяжении как минимум 10 000 лет в этом районе.  Когда первые европейцы прибыли в южную часть полуострова Калифорния, они столкнулись с народом Перику́ (исп. Pericú), который выживал за счет натурального питания, основанного на охоте и сборе семян, корней, моллюсков и других морских ресурсов. Они назвали это место Йенекаму.
Согласно рассказу Хацутаро, в книге «Кайгай Ибун» (написанной Маэкавой, Дзюнзо и Бунзо Сакаи па рассказу Хацутаро), когда он прибыл в Кабо-Сан-Лукас в мае 1842 года, там было всего два дома и около 20 жителей. Однако американские авторы, такие как Генри Эдвардс и Джон Росс Браун, утверждают, что основателем Кабо-Сан-Лукас был англичанин по имени Томас «Старый Том» Ричи. Джон Росс Браун говорит, что Ричи прибыл туда примерно в 1828 году, а Эдвардс говорит, что он умер в октябре 1874 года. Фактическим основателем Кабо-Сан-Лукас был Киприано Кесенья (исп. Cipriano Ceceña) в 1788 году, прибывший из Эрмосильо, Сонора. Согласно книге Пабло Л. Мартинеса, "Знакомый человек из Нижней Калифорнии" (исп. Guia Familiar de Baja California) 1700–1900.
В этом районе начала расти рыбацкая деревня. В 1917 году американская компания построила плавучую платформу для ловли тунца, а десять лет спустя основала "Compañía de Productos Marinos S.A.", которая проработал несколько лет.